# 뮤렉사이드
뮤렉사이드(Murexide, NH4C8H4N5O6 또는 C8H5N5O6·NH3, ammonium purpurate, MX)는 푸르푸르산의 암모늄염이다. 이 화합물은 한때 시약으로 사용되었다. 용액은 낮은 pH에서 노란색을, 약한 산성 용액에서는 붉은 자주색을, 알칼리 용액에서는 파란 자주색을 나타낸다.